# Bell P-63 Kingcobra
Bell P-63 Kingcobra byl americký jednomotorový dolnoplošný stíhací letoun vyvinutý společností Bell Aircraft během druhé světové války. Americké letectvo ho bojově nenasadilo, v sovětských službách kam byl dodáván v rámci tzv. Zákona o půjčce a pronájmu (Lend & Lease Act) byl však nasazen.

## Vývoj

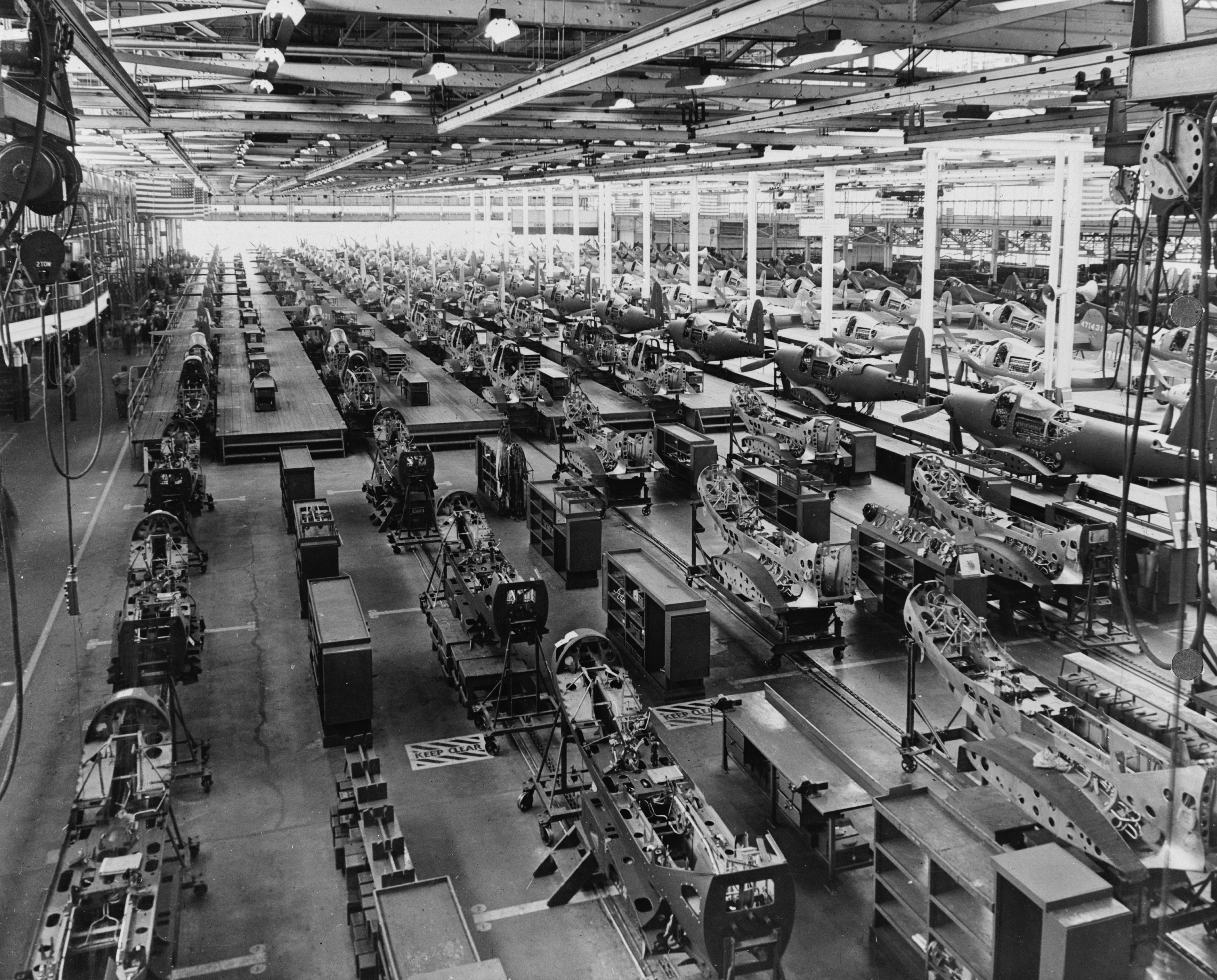
Výrobní linka firmy Bell poblíž Niagara Falls, New York

Počátkem roku 1941 byly ve firmě Bell Aircraft Corporation zahájeny práce na konstrukci stíhacího letounu, který koncepčně vycházel z typu Bell P-39 Airacobra. Konstruktéři firmy Bell tehdy souběžně pracovali na dvou projektech — Model 23, což byl budoucí XP-39E, a Model 24, z nějž nakonec vykrystalizoval XP-63 (AAF postupně objednalo stavbu tří prototypů XP-39E, s/n 41-19501, 41-19502 a 42-71464, spolu se třemi prototypy XP-63 — šlo o dva stroje XP-63 se sériovými čísly 41-19511 a 41-19512, třetím byl XP-63A s/n 42-78015 zalétaný v dubnu 1943). Oba typy (Model 23 i Model 24) poháněly motory Allison V-1710-47 o výkonu 975 kW, což byla první verze tohoto motoru, která dostala dvoustupňový kompresor. Model 24, který navíc dostal laminární profil křídla (po typu P-51 firmy North American Aviation jako druhý v USA), se ukázal jako perspektivnější, takže nakonec sešlo z uvažované výroby XP-39E (byla zadána nakonec stornovaná objednávka na stavbu 4000 kusů, které měly být zařazeny do výzbroje pod novým označením P-76). USAAF, tedy vojenské letectvo Spojených států, které potřebovalo na začátku války každý vhodný letoun, objednalo v září 1942, tedy ještě před zalétáním XP-63 7. prosince 1942, sériovou výrobu. Nakonec ale stroj, který dostal označení Bell P-63 Kingcobra, nikdy nenasadilo do bojů. Většina vyrobených strojů tak byla dodána do SSSR, který dostal 2421 kusů. Výroba typu P-63A-1 byla zahájena na podzim 1943.

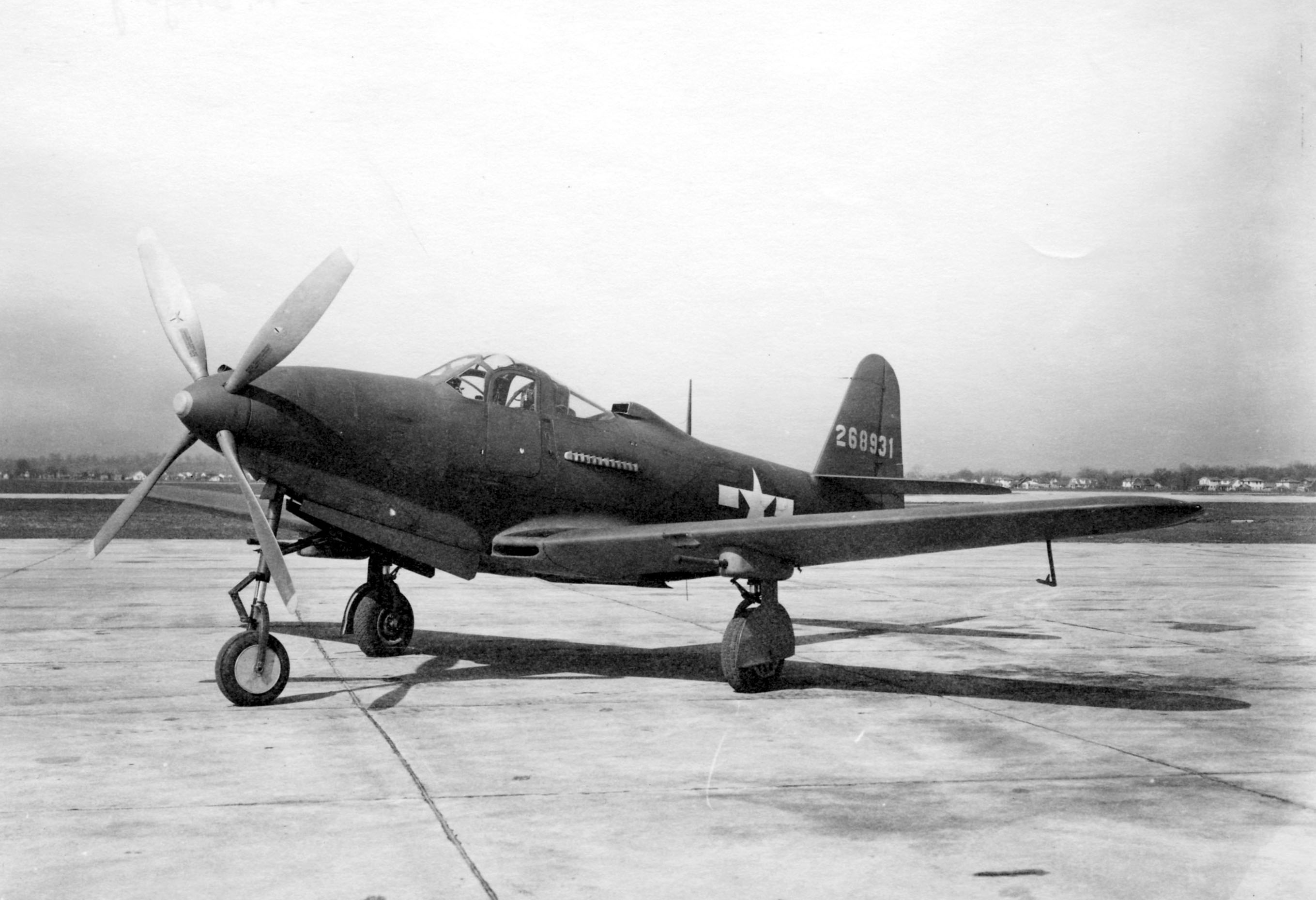
Americká P-63A

Bell P-63A byl vyzbrojen automatickým kanónem M4 ráže 37 mm střílejícím dutou osou vrtule a čtyřmi kulomety ráže 12,7 mm. Letoun mohl nést až tři pumy s hmotností do 227 kg. V průběhu výroby byly prováděny různé úpravy a vylepšení. Verze P-63A-6 mohla nést pod křídlem zavěšené pumy nebo přídavné nádrže s kapacitou 283 l a puma či přídavná nádrž mohla být podvěšena i pod trupem. Čtyřlistou vrtuli Aeroproducts s menším průměrem obdržela varianta P-63A-7, P-63A-9 nesla kanón M 10 ráže 37 mm. P-63A-10 měla zvětšenou hmotnost pancéřování na 113 kg.
Verzi P-63C poháněl motor Allison V-1710-117 o maximálním výkonu 1103 kW, který mohl být krátkodobě zvýšen až na 1324 kW vstřikováním vody do válců. S výjimkou pohonné jednotky a aerodynamického kýlu pod trupem bylo „céčko“ shodné s verzí P-63A-10.
Začátkem roku 1945 poprvé vzlétl jediný kus varianty P-63D poháněný motorem V-1710-109, zvětšeným rozpětím křídel a vzad odsouvatelným kapkovitým krytem kokpitu.
Následný typ P-63E měl opět původní kryt kabiny s bočními dvířky (13 kusů) a v jediném exempláři postavený P-63F dostal zabudovanou pohonnou jednotku V-1710-135 s výkonem 1048 kW. Celkem bylo vyrobeno 3362 strojů všech verzí (jiné prameny udávají 3303 kusů).

## Bojové nasazení

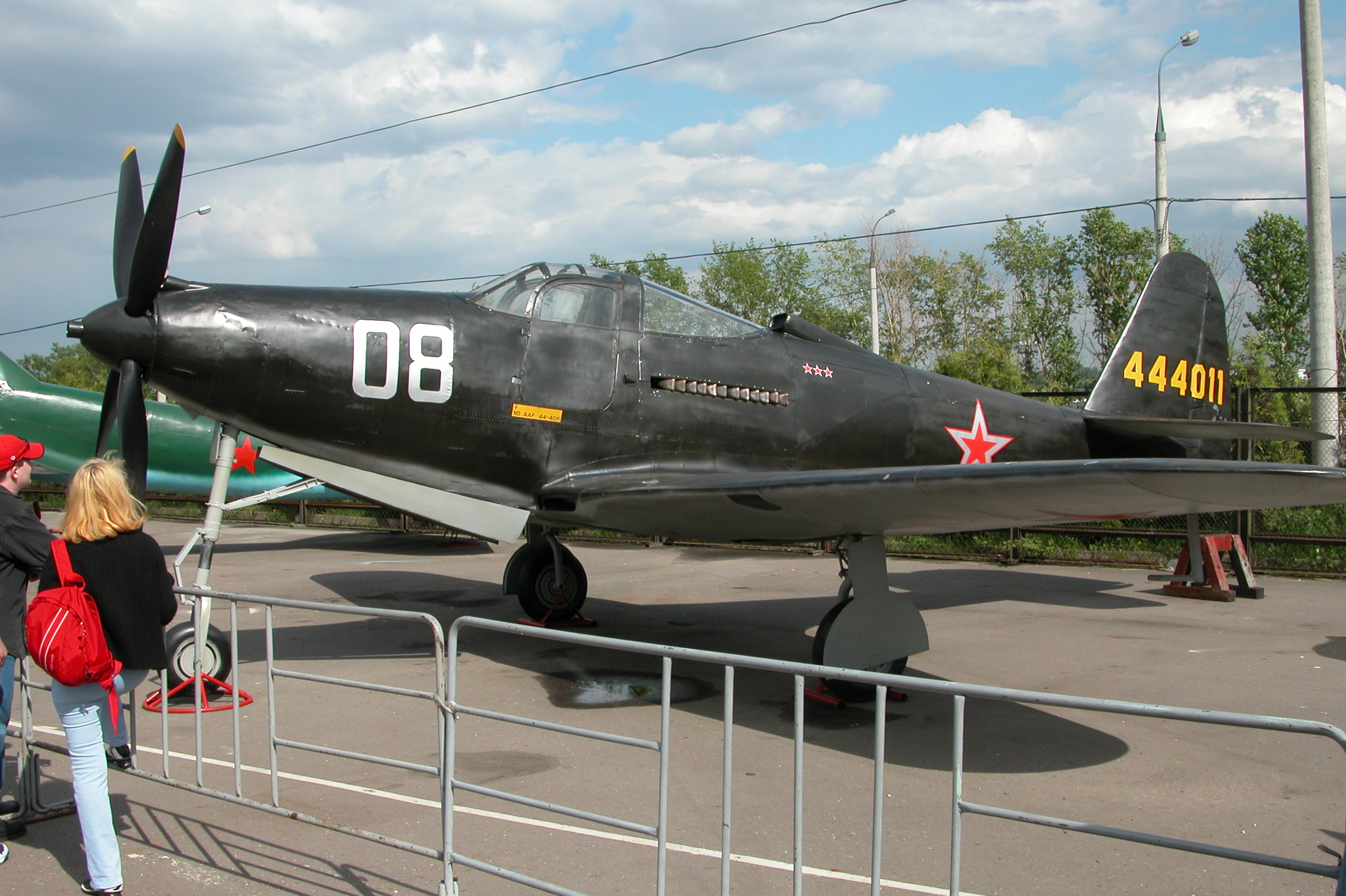
Sovětská P-63 Kingcobra

V Sovětském svazu čekal Kingcobru šťastný osud.[zdroj⁠?!] Po dobrých zkušenostech s P-39 byla i ona nasazena u stíhacího letectva. Dočkala se i střetů s nepřátelskými letouny, byť již ne v tak hojném počtu, protože k jejímu nasazení došlo až v závěru války. 
15. srpna 1945 v Mandžusku, kde dvě Kingcobry od 17. stíhacího pluku (IAP) zaútočily na dva stroje Nakadžima Ki-43 a jeden sestřelily.
Sovětští piloti si na nich cenili jejich skvělé manévrovací schopnosti a schopnost vydržet velká poškození (podobně jako u P-39) a navíc oceňovali, že oproti jejich starším sourozencům měly lepší letové vlastnosti a při pilotáži byly méně záludné. Po válce podle některých zdrojů byly v záloze drženy až do konce 40. let. V NATO tyto „potenciálně nepřátelské“ stroje dokonce obdržely kódové jméno Fred.
Ze sovětských stíhacích es na P-63 koncem války létali Alexej Michajlovič Rešetov, Ivan Ivanovič Kobyleckij a Nikolaj Fjodorovič Kuzněcov.

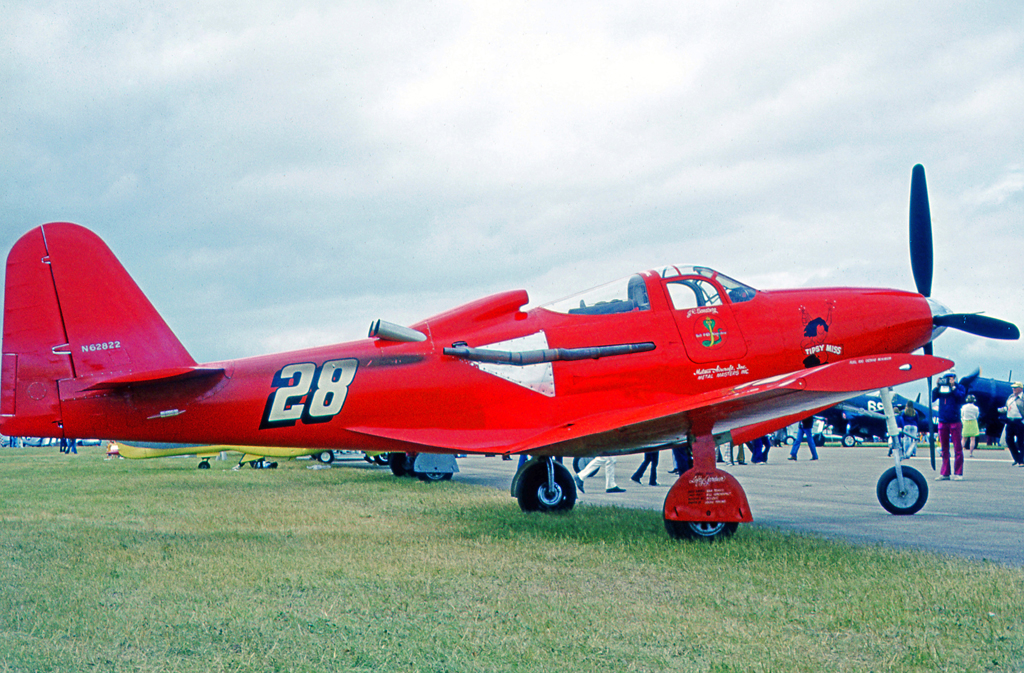
Bell RP-63C racer Tipsy Miss v Oshkoshi ve Wisconsinu v roce 1974.

V roce 1944 obdržela dva stroje Bell P-63A-9-BE Kingcobra Velká Británie, používané v Royal Aircraft Establishment k výzkumu laminárního proudění a mezní vrstvy na křídle. Oba dva stroje sériových čísel FR408 (původní USAAF 42-68937) a FZ440 (42-69423) byly v roce 1948 sešrotovány.

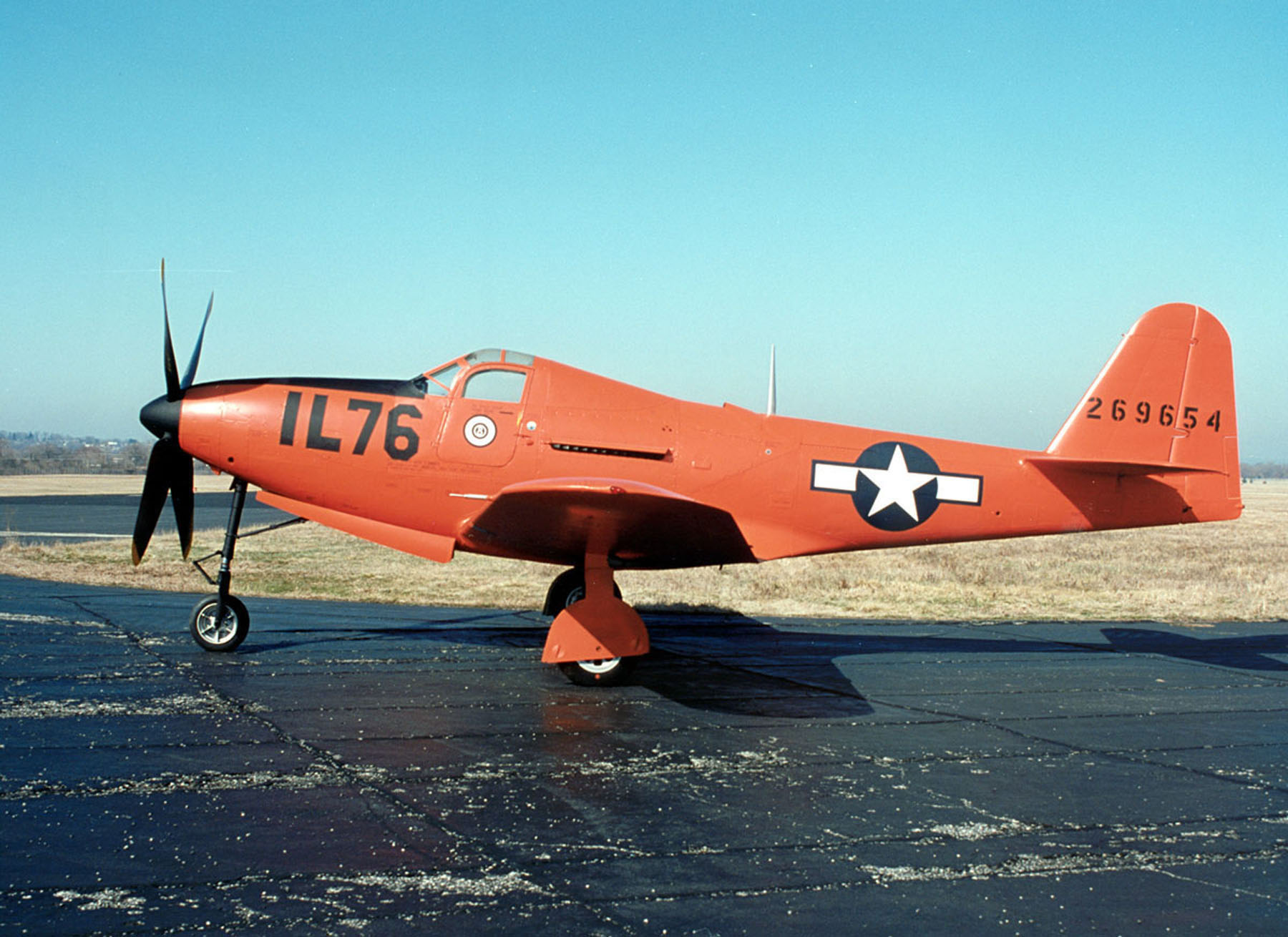
P-63E-1BE 43-11728 "Pinball" z Air Force Museum

Celkem 332 strojů Kingcobra bylo přestavěno na pilotované cílové letouny. Stroje Bell RP-63G-1 „Pinball“ nenesly žádnou výzbroj, byly však opatřeny zesíleným potahem, chránícím letoun i pilota před zásahy střel speciální cvičné munice, vyrobené ze snadno se tříštícího materiálu (vývoj této munice byl poměrně komplikovaný, protože z jedné strany bylo nutno zajistit neškodné roztříštění střely na zesíleném potahu letounu, ale z druhé strany střely musely mít srovnatelné balistické vlastnosti jako běžné střelivo, aby výcvik ve střelbě na letící cíl byl realistický). Dopad střel byl snímán čidly a signalizován světelným zařízením. V roce 1948 se ještě řada terčových Kingcober dočkala přeznačení, takže z RP-63A-12, RP-63C-2 a RP-63G-1 se staly QF-63A, QF-63C a QF-63G.

## Uživatelé
- Francie
  - Armée de l'Air
- Honduras
  - Honduraské letectvo
- Sovětský svaz
  - Sovětské letectvo
- Spojené království

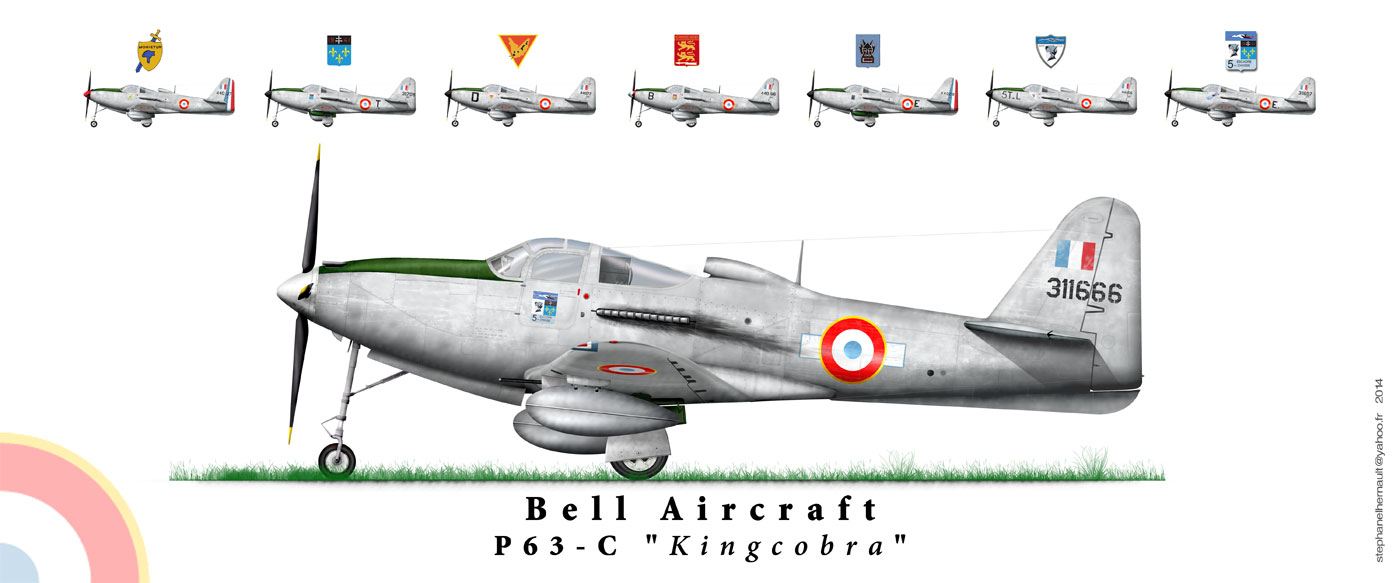
Bell P-63C-5-BE Kingcobra (43-11666), 5e Escadre de Chasse, Armée de l'Air

  - Royal Aircraft Establishment (2 kusy užívané ke zkouškám)
- Spojené státy americké
  - United States Army Air Forces
  - United States Air Force
  - National Advisory Committee for Aeronautics

## Specifikace (P-63A)

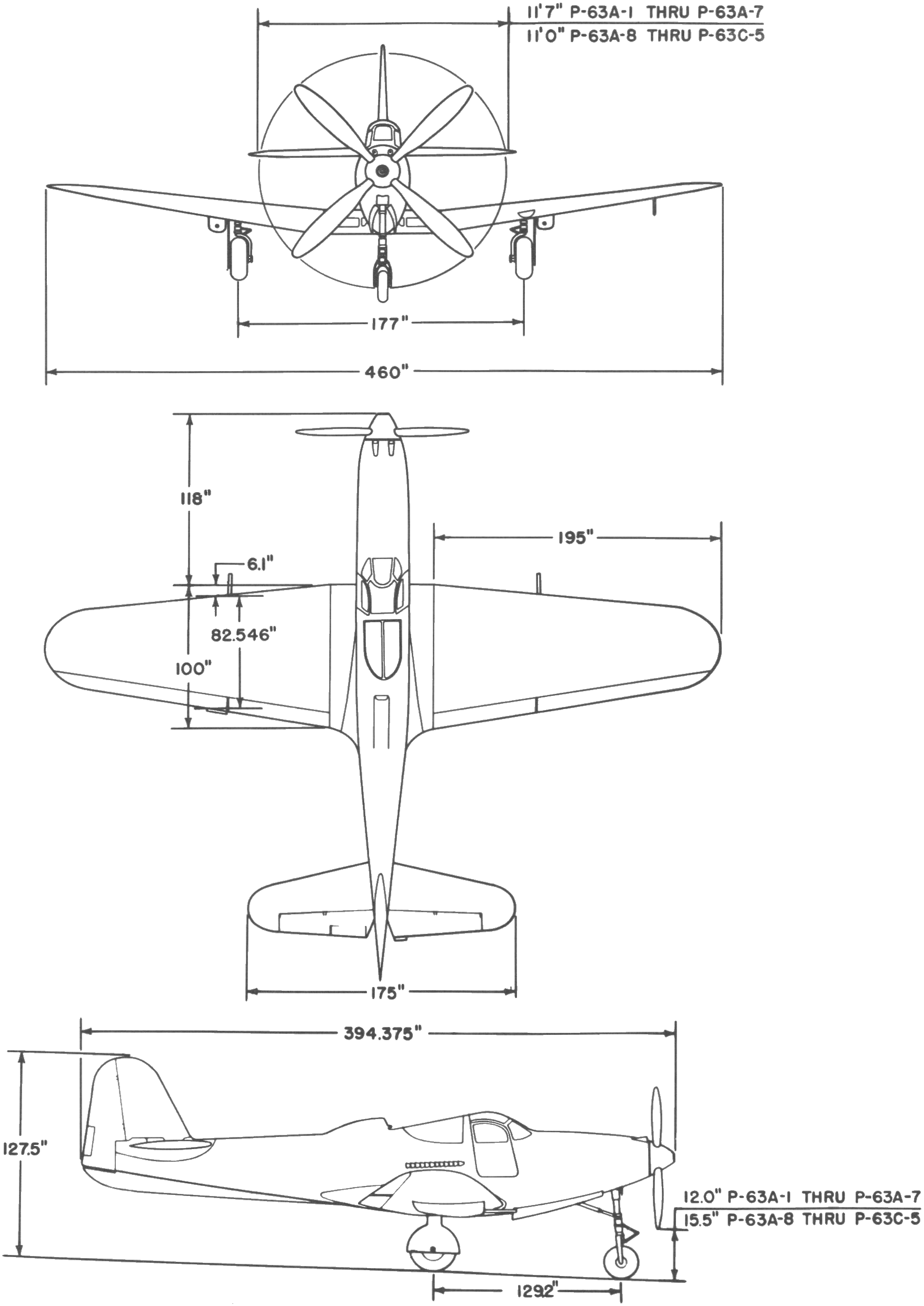
Třípohledový nákres P-63A

### Technické údaje
- Posádka: 1 (pilot)
- Rozpětí: 11,684 m
- Délka: 9,957 m
- Výška: 3,835 m
- Nosná plocha: 23,04 m²
- Hmotnost prázdného letounu: 2892 kg
- Vzletová hmotnost (bez podvěsů): 3991 kg
- Max. vzletová hmotnost: 4763 kg
- Pohonná jednotka: 1 × zážehový kapalinou chlazený vidlicový dvanáctiválec přeplňovaný dvoustupňovým radiálním kompresorem Allison V-1710
  - P-63A: V-1710-93 o vzletovém výkonu 1325 hp (988 kW)
  - P-63C: V-1710-117 o bojovém výkonu 1800 hp (1342 kW) ve výšce 7315 m (při 3000 ot/min. a plnicím tlaku 76 in Hg, se vstřikováním vody).

### Výkony
- Maximální rychlost: 660 km/h (ve výšce 7620 m)
- Operační dostup: 13 106 m
- Čas výstupu do výšky 7620 m: 7,3 minuty
- Maximální dolet (předávací): 4143 km (s přídavnými nádržemi)

### Výzbroj
- 1 × kanón Oldsmobile M4 ráže 37 mm se zásobou 30 nábojů (později 37mm kanón M10 s 58 náboji)
- 2 × synchronizovaný kulomet Colt-Browning M2 ráže 12,7 mm v trupu
- 2 × nesynchronizovaný kulomet Colt-Browning M2 ráže 12,7 mm v gondolkách pod křídlem
- 227 kg pum